# Achyropappus
Achyropappus, manji biljni rod iz porodice glavočika raširen po Meksiku i Gvatemali. Sve do 2010 godine u njega je bila uključena samo vrsta Achyropappus anthemoides, a kasnije su uključene i Achyropappus depauperatus (2010) i Achyropappus queretarensis (2012)

## Vrste
1. Achyropappus anthemoides
2. Achyropappus depauperatus
3. Achyropappus queretarensis